# Феськівська сільська рада (Менський район)
Фе́ськівська сільська́ ра́да — адміністративно-територіальна одиниця та орган місцевого самоврядування в Менському районі Чернігівської області. Адміністративний центр — село Феськівка.

## Загальні відомості
Феськівська сільська рада утворена у 1917 році.
- Територія ради: 32,855 км²
- Населення ради: 1 241 особа (станом на 2001 рік)

## Населені пункти
Сільській раді підпорядковані населені пункти:
- с. Феськівка

## Склад ради
Рада складається з 16 депутатів та голови.
- Голова ради:
- Секретар ради: Козел Світлана Володимирівна

### Керівний склад попередніх скликань
| Прізвище, ім'я, по батькові | Основні відомості                                                         | Дата обрання | Дата звільнення |
| --------------------------- | ------------------------------------------------------------------------- | ------------ | --------------- |
| Хареба Микола Васильович    | Сільський голова, 1953 року народження, освіта вища, член Народної партії | 26.03.2006   | 31.10.2010      |
| Хареба Микола Васильович    | Сільський голова, 1953 року народження, освіта вища, член Народної партії | 31.10.2010   | 25.12.2014      |

Примітка: таблиця складена за даними сайту Верховної Ради України

### Депутати
За результатами місцевих виборів 2010 року депутатами ради стали:

#### За суб'єктами висування
| Суб'єкт висування                 | Кількість обраних депутатів | %    |
| --------------------------------- | --------------------------- | ---- |
| Самовисування                     | 7                           | 43,8 |
| Партія регіонів                   | 4                           | 25   |
| Політична партія «Сильна Україна» | 4                           | 25   |
| Соціалістична партія України      | 1                           | 6,3  |

#### За округами
| № округу                          | Прізвище, ім'я, по батькові      | Дата визнання обраним | Освіта  | Партійна приналежність                  | Відомості про обраного депутата                                |
| --------------------------------- | -------------------------------- | --------------------- | ------- | --------------------------------------- | -------------------------------------------------------------- |
| Партія регіонів                   |                                  |                       |         |                                         |                                                                |
| 11                                | Литвиненко Людмила Юріївна       | 01.11.2010            | середня | позапартійна                            | СК «Феськівський», завідувачка МТФ                             |
| 13                                | Хропач Катерина Миколаївна       | 01.11.2010            | вища    | позапартійна                            | СК"Феськівський", касир                                        |
| 14                                | Назаренко Світлана Леонідівна    | 01.11.2010            | вища    | позапартійна                            | СК «Феськівський», зоотехнік                                   |
| 15                                | Хоменко Олена Федорівна          | 01.11.2010            | вища    | позапартійна                            | СК"Феськівський", секретар                                     |
| Політична партія «Сильна Україна» |                                  |                       |         |                                         |                                                                |
| 4                                 | Драгун Віра Іванівна             | 01.11.2010            | середня | член Політичної партії «Сильна Україна» | ФОП «Драгун», швея                                             |
| 5                                 | Андрієнко Оксана Анатоліївна     | 01.11.2010            | середня | позапартійна                            | Феськівський ДНЗВеселка", помічник вихователя                  |
| 6                                 | Козел Світлана Володимирівна     | 01.11.2010            | вища    | позапартійна                            | Феськівська сільська рада, секретар                            |
| 9                                 | Назаренко Галина Петрівна        | 01.11.2010            | вища    | член Політичної партії «Сильна Україна» | Феськівська загальноосвітня школа І-ІІ ст., вчитель            |
| Соціалістична партія України      |                                  |                       |         |                                         |                                                                |
| 12                                | Федорченко Микола Федорович      | 01.11.2010            | вища    | член Соціалістичної партії України      | СПДФОП Федорченко                                              |
| Самовисування                     |                                  |                       |         |                                         |                                                                |
| 1                                 | Безрука Ольга Миколаївна         | 01.11.2010            | середня | позапартійна                            | Феськівське відділення зв'язку, листоноша                      |
| 2                                 | Колоток Марина Анатоліївна       | 01.11.2010            | вища    | позапартійна                            | Феськівський фельдшерсько-акушерський пункт, патронажна сестра |
| 3                                 | Веремій Світлана Миколаївна      | 01.11.2010            | вища    | позапартійна                            | Феськівський ДНЗ «Веселка», завідувачка                        |
| 7                                 | Хропач Людмила Федорівна         | 01.11.2010            | вища    | позапартійна                            | Феськівська сільська рада, гол. бухгалтер                      |
| 8                                 | Кучеренко Марина Володимирівна   | 01.11.2010            | вища    | член Політичної партії «Сильна Україна» | Феськівська сільська рада, рахівник касир                      |
| 10                                | Михалько Олександр Володимирович | 01.11.2010            | вища    | позапартійний                           | СК"Феськівський", зав. майстернею дільниці                     |
| 16                                | Коньок Юрій Михайлович           | 01.11.2010            | вища    | позапартійний                           | СК «Феськівський», ветлікар                                    |